# Apophua kikuchii
Apophua kikuchii là một loài tò vò trong họ Ichneumonidae.